# Герб Старого Самбора
Герб Старо́го Са́мбора — офіційний символ міста Старий Самбір Львівської області, затверджений 22 травня 2002 року рішенням Старосамбірської міської ради.
Автор проекту — А. Гречило.

## З історії герба
Старий Самбір мав історичний герб, відомий ще з печаток ХVІ ст.
Герб був перезатверджений 24 травня 1794 року та використовувався до 1939 року. 
Мав золотий хрест із трьома раменами на півмісяці у синьому полі.
Такий знак мав вказувати на значення міста як укріпленого пункту проти ворожих нападів, у першу чергу-татарських.

## Опис герба
Сучасна реконструкція історичного герба Старого Самбора, з картушем та короною, рекомендованими Українським геральдичним товариством.
У синьому полі золотий хрест із трьома раменами виходить із такого ж півмісяця, ріжками вгору. 
Щит вписано в декоративний картуш та увінчано срібною міською короною, що свідчить про статус поселення.